# Iwtschenko Progress D-436

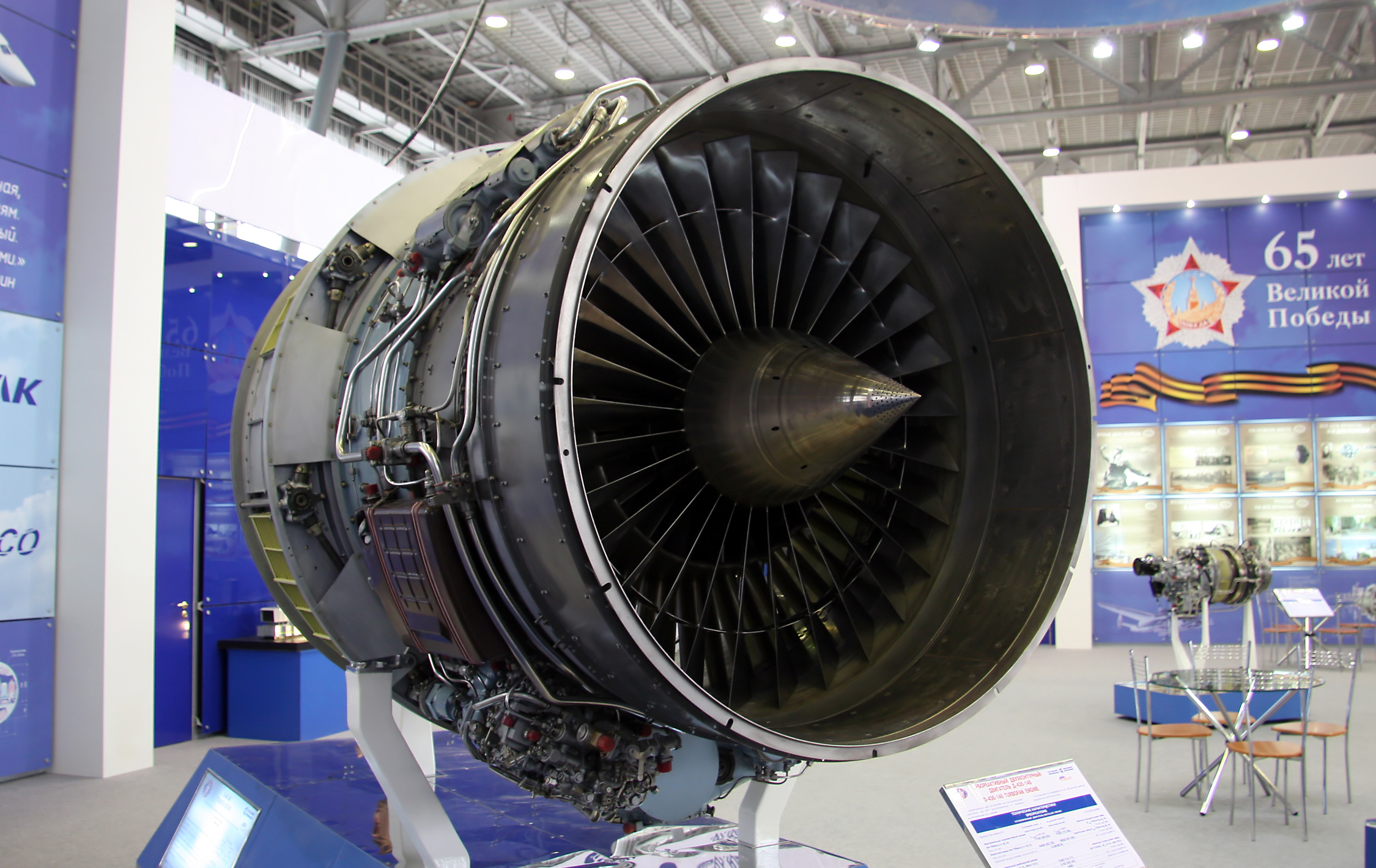
D-436-148

Das Iwtschenko Progress D-436 ist ein Dreiwellen-Turbofantriebwerk mit hohem Nebenstromverhältnis des ukrainischen Herstellers Iwtschenko Progress.
Die Entwicklung dieses als Nachfolger für das D-36 und für den Einsatz an Tu-334, Be-200, An-148 und Jak-42D-100 vorgesehenen Triebwerks wurde zu Beginn der 1990er-Jahre begonnen. Erste Probeläufe fanden am 3. September 1993 statt. Das erste Flugzeug vom Typ Tu-334 hob mit diesem Triebwerk am 8. Februar 2000 ab, worauf kurze Zeit später die Zulassung durch die russische Flugsicherungsbehörde folgte.
Das Triebwerk besitzt einen einstufigen Fan, welcher von einer dreistufigen Turbine und einer Boosterstufe angetrieben wird. Der sechsstufige Niederdruckkompressor wird von einer einstufigen Niederdruckturbine angetrieben. Der siebenstufige Hochdruckkompressor wird von einer einstufigen Hochdruckturbine angetrieben. Weiter gehören eine Brennkammer mit 18 Einspritzdüsen, ein Umkehrschubsystem und ein teils elektrisch und teils hydropneumatisch arbeitendes Kontrollsystem sowie ein elektronisches Überwachungs- und Diagnosesystem zum Triebwerk.

## Versionen
- D-436T1: Basisversion
- D-436TP: Marineversion für die Be-200, Erstlauf am 27. Juni 1995, Zulassung im Jahr 2000
- D-436T2: Version mit erhöhtem Schub (ohne konstruktive Änderungen) für die Tu-334-100D und die Tu-334-200
- D-436T3: Version mit weiter erhöhtem Schub für die geplante Tu-230, anderer Fan ohne Booster Stufe und anderer Niederdruckkompressor
- D-436-148: Versionen für die An-148 (An-148B oder D), abgeleitet von der Basisversion, aber mit Verbesserungen (z. B. Kompositwerkstoffen), Erstlauf am 30. März 2004, Erstflug mit An-148 am 17. Dezember 2004
- D-436-148FM: Version für die An-178; Roll out am 16. April 2015; Erstflug am 7. Mai 2015
- AI-436T12 (früher D-436TX genannt): Prototyp mit FADEC-System und einer Schubkraft von 117,70 kN

## Technische Daten
| Typ         | Schub (kN)       | Nebenstrom- verhältnis beim Start | Gesamtdruck- verhältnis | Fandurch- messer (m) | Länge (m) | Trocken- masse (kg) | Zulassung | Eingesetzt bei            |
| ----------- | ---------------- | --------------------------------- | ----------------------- | -------------------- | --------- | ------------------- | --------- | ------------------------- |
| D-436T1/TP  | 73,56            | 4,9:1                             | 22,7:1                  | 1,333                | 3,829     | 1450                | 2000      | Tu-334 Be-200 Jak-42D-100 |
| D-436T2     | 80,43            |                                   | 20:1                    | 1,333                | 3,829     | 1520                | ?         | Tu-334-100D Tu-334-200    |
| D-436T3     | 92,20            |                                   | 20:1                    | 1,333                | 3,829     | 1600                | ?         | Tu-230                    |
| D-436-148   | 62,71 oder 66,96 | 4,8:1                             | 19,93                   | 1,333                | 3,830     | 1400                | 2007      | An-148                    |
| D-436-148FM | 68,77            |                                   |                         |                      |           |                     | ?         | An-178                    |